# Kerria nagoliensis
Kerria nagoliensis är en insektsart som först beskrevs av Mahdihassan 1923.  Kerria nagoliensis ingår i släktet Kerria och familjen Kerriidae. Inga underarter finns listade i Catalogue of Life.